# Syllepte amando
Syllepte amando là một loài bướm đêm trong họ Crambidae.